# 악마는 사라지지 않는다
《악마는 사라지지 않는다》(영어: The Devil All the Time)는 2020년 공개된 미국의 심리 스릴러 영화이다. 앤토니오 캠포스가 감독과 공동각본을 맡았으며, 도날드 레이 폴락의 동명 소설이 영화의 원작이다.

## 출연
- 톰 홀랜드 - 아빈 러셀
- 빌 스카스가드 - 윌러드 러셀
- 라일리 키오 - 샌디 헨더슨
- 제이슨 클라크 - 칼 헨더슨
- 서배스천 스탠 - 리 보데커
- 헤일리 베넷 - 샬럿 러셀
- 일라이자 스캔런 - 레노라 래퍼티
- 미아 바시코프스카 - 헬렌 해튼
- 로버트 패틴슨 - 프레스턴 티가딘
- 해리 멜링 - 로이 래퍼티
- 포키 라파지 - 시어도어
- 도널드 레이 폴록 - 나레이터 (목소리)
- 마이클 뱅크스 레페타 - 아빈 (9세)
- 크리스틴 그리피스 - 에마
- 데이빗 앳킨슨 - 이어스켈
- 더글라스 호지 - 리로이 브라운
- 그레고리 켈리 - 보보 맥대니얼스
- 데이비드 말도나도 - 헨리 던랩
- 마크 제프리 밀러 - 행크
- 모가나 메이 - 플로렌스
- 잭 샤이어스 - 진 딘우디
- 에버 엘로이즈 랜드럼 - 레노라 (7세)
- 에릭 멘덴할 - 하우저
- 제이슨 코렛 - 매튜 브라이슨
- 이반 호이 주니어 - 오빌 벅맨
- 드류 스타키 - 토미 맷슨
- 케일럽 J. 타가드 - 부쳐
- 기븐 샤프 - 수지 콕스
- 코리 스콧 앨런 - 톰슨 보안관
- 에마 쿨터 - 후아니타
- 아담 프리스토우 - 사제

## 기타
- 크리스 에반스가 리 보데커 역으로 출연할 예정이였지만 스케줄 문제로 하차하고, 세바스찬 스탠으로 교체되었다.